# Прушков
Прушкув (пољ. Pruszków) град је са 53 000 становника. Први подаци о њему потичу из XV века. Прушкув је приградско насеље Варшаве.

## Демографија
| 2012.  |
| ------ |
| 59.025 |

## Партнерски градови
- Импрунета
- Еслинген ам Некар
- Gmina Prószków